# Jüdischer Ordnungsdienst
Als Jüdischer Ordnungsdienst, umgangssprachlich auch als Judenpolizei, wurden Polizeieinheiten bezeichnet, die nach der deutschen Besetzung Polens und ganz Osteuropas in den dort errichteten Ghettos auf Anweisung der deutschen Besatzer von den Judenräten gebildet wurden. Ein jüdischer Ordnungsdienst wurde auch in einigen Konzentrationslagern eingesetzt.

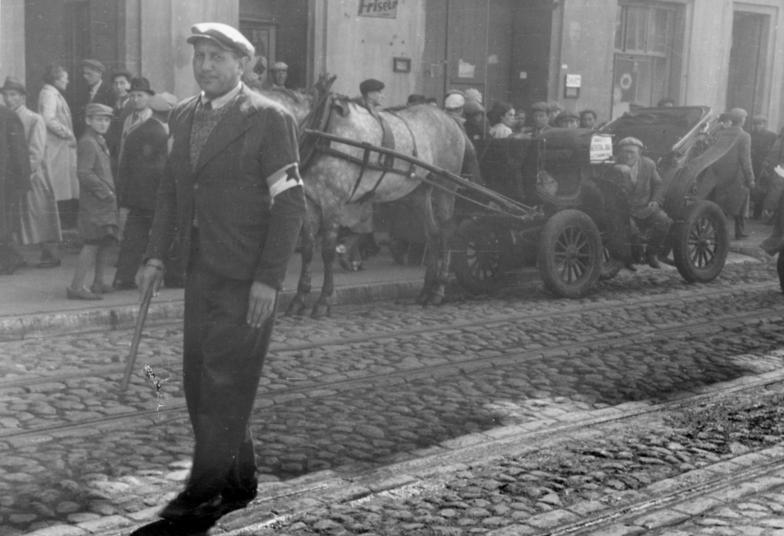
Jüdischer Polizist im Ghetto Litzmannstadt, 1940

Kurz nachdem die Judenräte in den besetzten Gebieten Osteuropas eingerichtet waren, erhielten sie Anweisungen zur Gründung dieser Einheiten. Gewöhnlich ging dies mit der Ghettoisierung der jüdischen Bevölkerung einher. Die Judenräte selbst, obwohl auch auf Befehl der Deutschen gebildet, hatten oft den Charakter einer freiwilligen Vereinigung. Im Gegensatz dazu wurde die Judenpolizei ausschließlich auf Anweisung der Deutschen geschaffen. Im Alltag der jüdischen Gemeinden gab es dafür kein vergleichbares Vorbild.

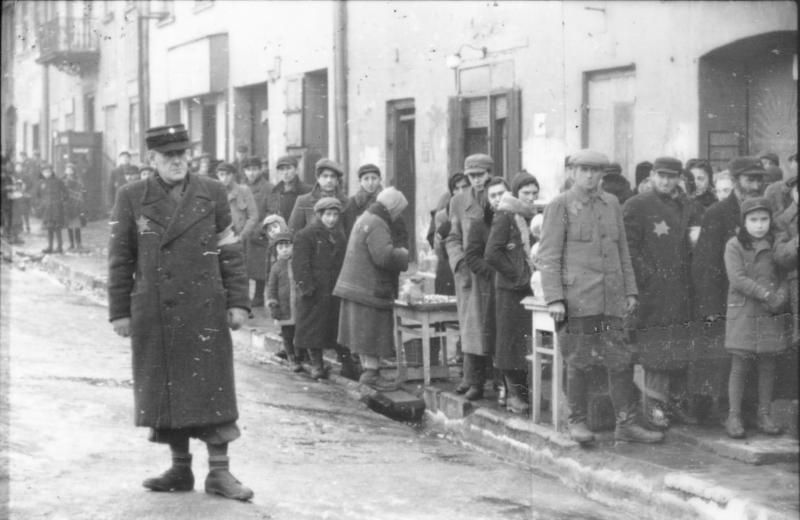
Jüdischer Polizist im Ghetto Litzmannstadt, 1941

## Zusammensetzung und Organisation
Die Besatzer gaben Richtlinien für die Anwerbung aus: Die Anwärter mussten gesund sein, eine militärische Vorbildung und höhere Schulbildung nachweisen. Eine ausgewertete Stichprobe ergibt, dass nur zehn Prozent der ausgewählten und eingesetzten Polizeimänner im Vorleben engere Bindung an eine Kultusgemeinde gepflegt hatten. Wer im Polizeidienst tätig war, konnte sich relativ frei bewegen, hatte dadurch öfter Gelegenheit, Nahrungsmittel einzutauschen, und blieb von kräftezehrender Zwangsarbeit verschont.
Formell war der „Jüdische Ordnungsdienst“ den Judenräten unterstellt, aber diese hatten von Anfang an Bedenken gegen das Erscheinungsbild des Ordnungsdienstes in der Öffentlichkeit. Sie befürchteten, dass die Besatzer direkte Kontrolle über den Ordnungsdienst hatten und ihn als Handlanger für ihre eigenen Interessen benutzten, was auch beabsichtigt war und eintrat.

## Polizeiliche Pflichten
Die Arbeit der Judenpolizei kann in drei Kategorien eingeteilt werden:
1. Die Umsetzung von Forderungen, welche von den deutschen Besatzern an die Judenräte gestellt wurden.
2. Durchführung von Anordnungen der Judenräte, die nicht auf Befehle der Deutschen zurückzuführen waren.
3. Pflichten, um die Bedürfnisse der jüdischen Bevölkerung zu erfüllen.

Die beiden ersten Kategorien beinhalteten die Eintreibung von Bußgeldern, Wertsachen und Steuern, die Auftreibung der geforderten Quoten für die Zwangsarbeit, die Eskortierung der Zwangsarbeiter an ihren Arbeitsplatz, die Bewachung der Mauern und Tore des Ghettos sowie die Vorbereitung und Durchführung der Deportationen in die Zwangsarbeits- und Vernichtungslager.
Der Ausschluss der Juden von öffentlichen Einrichtungen und die Isolation in den Ghettos verursachte ernsthafte Probleme. In der Frühphase ihrer Existenz war die Judenpolizei an der Verteilung von Hilfsgütern an die Bedürftigen beteiligt. Sie half bei der Eindämmung von Seuchen und Schlichtung von Streitereien, immer in Abstimmung mit den Forderungen der Deutschen.

## Konflikte
Die Deportationen in Vernichtungslager betrafen auch Freunde, Bekannte und Familienangehörige der eingesetzten Ghettopolizisten. Manche verließen den Polizeidienst demonstrativ und wurden selbst in Vernichtungslager deportiert. Andere führten die Befehle der Deutschen bis zuletzt beflissen aus.
Die Widerstandsbewegung im Untergrund stand den jüdischen Ordnungskräften meist ablehnend gegenüber. Im Ghetto Warschau wurde Ende August 1942 der jüdische Polizeikommissar Josef Szeryński (1893–1943) von Untergrundkämpfern schwer verletzt, sein Nachfolger, Jacob Lejkin, wurde im Oktober getötet.

## Organisation der Polizei
Im Warschauer Ghetto zählte der jüdische Ordnungsdienst 2.500 Personen, im Ghetto Litzmannstadt 1.200 Personen, im Ghetto Lemberg 500 Personen. In großen Ghettos waren die Kommandeure Offiziere; es gab Unterabteilungen und Revierwachen; in kleinen Ghettos war eine solche Struktur unnötig.
Wie alle Juden, so musste auch die Ordnungspolizei den vorgeschriebenen Judenstern tragen. Als Polizisten waren sie durch ihre Schirmmütze und eine Armbinde kenntlich. Der Ordnungsdienst war mit Gummiknüppeln ausgerüstet.

## Nach Kriegsende
Jüdischen Polizisten wurden nach dem Krieg von Überlebenden oftmals Fehlverhalten vorgeworfen. In Israel wurden mehrere Polizisten aufgrund des Gesetzes zur Bestrafung von Nazis und Nazihelfern angeklagt. Die meisten wurden freigesprochen, weil die Gerichte die außerordentlichen Umstände berücksichtigten.

## Darstellung in Filmen
Die Bedeutung des Jüdischen Ordnungsdienstes wird in Filmen wie Der Pianist und Ghetto thematisiert.